# Neon Ballroom
Neon Ballroom è il terzo album in studio del gruppo australiano Silverchair, pubblicato nel 1999 dalla Sony Music.
Apprezzato sia dalla critica musicale che da gran parte del pubblico, l'album riprende alcune delle sonorità tipiche dei precedenti lavori ma presenta soprattutto significative variazioni nello stile espressivo del gruppo, in particolare l'introduzione di parti orchestrali e inserti elettronici contribuiscono a modificare significativamente la direzione musicale fino ad allora intrapresa dai Silverchair. La tendenza alla sperimentazione che contraddistingue l'album (e che verrà ancora amplificata nel successivo "Diorama" del 2002) suscitò fra i fan del gruppo reazioni varie e opposte causate dall'improvviso cambio di direzione stilistica, ma fu lo stesso Daniel Johns, autore dei testi e delle musiche, a dare conferma della volontà di cambiamento del gruppo parlando esplicitamente di concept album. Fra tutte le 12 tracce componenti l'album le uniche che si riavvicinino veramente al tipo di composizioni presenti nei precedenti "Frogstomp" e "Freak Show" sono Anthem for the Year 2000 (nei cui secondi iniziali sono presenti campionamenti ripresi da Pale Shelter dei Tears for Fears), caratterizzata da una spiccata aggressività post grunge, Dearest Helpless e Satin Sheets.

## Tracce
1. Emotion Sickness
2. Anthem for the Year 2000
3. Ana's Song (Open Fire)
4. Spawn Again
5. Miss You Love
6. Dearest Helpless
7. Do You Feel the Same
8. Black Tangled Heart
9. Point of View
10. Satin Sheets
11. Paint Pastel Princess
12. Steam Will Rise

- La versione Giapponese dell'album contiene il video di "Emotion Sickness".
  - Alcune versioni europee dell'album contengono un secondo CD con il video di "Emotion Sickness"; una versione a cappella di "Anthem for the Year 2000"; la versione "Pre-Vitro" di "Spawn Again" presente nella colonna sonora del film "Spawn" e intitolata semplicemente "Spawn".
    - La "tour Edition" dell'album, pubblicata in Australia e America in formato digipack, contiene un secondo CD con "Inside Neon Ballroom", un documentario sulla lavorazione dell'album stesso.
      - Esiste anche una versione in vinile dell'album, molto limitata.

## Formazione
- Daniel Johns - voce, chitarra
- Chris Joannou - basso
- Ben Gillies - batteria